# محمد الحسن (لاعب كرة قدم)
محمد الحسن (بالإنجليزية: Mohammed Alhassan)‏ (9 يناير 1984 بغانا - ) هو لاعب كرة قدم غاني في مركز حراسة المرمى، شارك في الألعاب الأولمبية الصيفية 2004. ولعب مع أشانتي كوتوكو وSekondi Eleven Wise F.C. ‏ ونادي ميدياما.

## وصلات خارجية
- محمد الحسن على موقع الاتحاد الدولي (مؤرشف)  (الإنجليزية)
- محمد الحسن على موقع قاعدة بيانات كرة القدم.إي يو (الإنجليزية)
- محمد الحسن على موقع عالم كرة القدم.نت (الإنجليزية)
- محمد الحسن على موقع أوليمبيديا (الإنجليزية)